# Thijs Kaanders
Mathijs „Thijs“ Louis Johannes Henricus Josef Kaanders (* 9. Februar 1949 in Eindhoven) ist ein ehemaliger niederländischer Hockeyspieler, der 1973 Weltmeister und 1974 Europameisterschaftsdritter war.

## Sportliche Karriere
Thijs Kaanders bestritt von 1971 bis 1975 50 Länderspiele für die niederländische Nationalmannschaft.
Thijs Kaanders nahm 1971 an der ersten Weltmeisterschaft in Barcelona teil. Die Niederländer belegten am Ende den sechsten Platz. Kaanders wurde in sechs Spielen eingesetzt. Im Sommer 1972 gehörte Thijs Kaanders zum Aufgebot für die Olympischen Spiele in München. Die Niederländer belegten in ihrer Vorrundengruppe den zweiten Platz hinter der indischen Mannschaft. Nach einem 0:3 gegen Deutschland verloren die Niederländer das Spiel um den dritten Platz gegen Indien mit 1:2. Kaanders war in allen neun Spielen dabei.
Im Jahr darauf bei der Weltmeisterschaft 1973 in Amstelveen belegten die Niederländer in der Vorrunde den zweiten Platz hinter der Mannschaft Pakistans. Im Halbfinale gegen die deutsche Mannschaft gewannen die Niederländer genauso im Siebenmeterschießen wie im Finale gegen die Inder. Thijs Kaanders war nur im Vorrundenspiel gegen Argentinien dabei. Sein letztes Turnier absolvierte Thijs Kaanders im Mai 1974 bei der Europameisterschaft in Madrid. Die Niederländer gewannen ihre Vorrundengruppe und bezwangen im Viertelfinale die Schotten mit 6:0. Nach dem 0:1 im Halbfinale gegen die Gastgeber aus Spanien siegten die Niederländer im Spiel um die Bronzemedaille gegen die Engländer mit 4:1. Kaanders war in allen sechs Spielen dabei.
Thijs Kaanders spielte auf Vereinsebene für den Eindhovense Mixed Hockey Club.